# جين فاليري
جين فاليري (بالفرنسية: Jeanne Valérie)‏ هي ممثلة فرنسية، ولدت في 19 أغسطس 1941 بباريس في فرنسا.

## وصلات خارجية
- جين فاليري على موقع IMDb (الإنجليزية)
- جين فاليري على موقع ألو سيني (الفرنسية)
- جين فاليري على موقع أول موفي (الإنجليزية)
- جين فاليري على موقع قاعدة بيانات الأفلام السويدية (السويدية)
- جين فاليري على موقع قاعدة بيانات الفيلم (الإنجليزية)
- جين فاليري على موقع كينوبويسك (الروسية)